# Гильдуин (аббат Сен-Мартен-де-Тура)
Гильдуин (Хильдуин, Илдуин; лат. Hilduin; около 810—860, Тур) — аббат монастыря Святого Мартина в Туре (853—860).

## Биография
О происхождении Гильдуина сведений в исторических источниках не сохранилось. До наших дней дошли два письма, посланные Гильдуину его другом Лупом Феррьерским. Согласно этим документам, Гильдуин был немного младше Лупа. Вероятно, они оба в 829 или 831 году приехали для обучения в Фульдское аббатство. Хотя потом их пути разошлись, Луп сохранил дружеское отношение к Гильдуину, и даже ходатайствовал за него перед одним из своих близких родственников, настоятелем монастыря в Кормери, дочерней обители аббатства Святого Мартина в Туре.
В первой половине 850-х годов Гильдуин с согласия правителя Западно-Франкского государства Карла II Лысого получил сан настоятеля турского аббатства Святого Мартина. Первые достоверные свидетельства о Гильдуине как аббате датируются 853 годом. Вероятно, между смертью предыдущего настоятеля монастыря Святого Мартина, графа Тура Вивиана, погибшего 22 августа 851 года в сражении при Женглане, и получением Гильдуином аббатского сана эта должность была вакантной. На основании документов состоявшегося в 860 года в Туси церковного собора предполагается, что подобно своему предшественнику Гильдуин был светским аббатом, совмещая управление монастырём Святого Мартина с исполнением каких-то государственных должностей. Некоторые историки предполагают, что Гильдуин идентичен одноимённому главе придворной капеллы Карла II Лысого. Возможно, между январём 856 и февралём 857 года он стал в этой должности преемником епископа Пуатье Эброина, получив от короля власть над всеми придворными клириками. Однако существует также мнение, что архикапелланом Карла II Лысого в то время был другой Гильдуин, аббат монастыря Святого Германа в Париже.
Управление Гильдуином аббатством Святого Мартина пришлось на тяжёлые для обители годы. В начале 853 года в центральные области Западно-Франкского королевства вторглось большое войско викингов. Их первое нападение на Турское графство, совершённое весной того года, было не вполне успешным. Разлив Луары и Шера не позволил им захватить сам город, но они разорили находившийся поблизости монастырь Мармутье, убив сто пятнадцать из ста пятидесяти подвизавшихся там монахов. Вслед за тем турское ополчение нанесло норманнам поражение в бою, заставив скандинавов покинуть территорию графства. Однако Гильдуин, предполагая, что норманны не откажутся от попыток завладеть богатствами Тура, принял меры для спасения от захватчиков священных реликвий своего монастыря (в том числе, мощей святого Мартина). Сначала он намеревался отправить их к своему другу Лупу в Феррьерское аббатство, но тот отказался принять алтарные сокровища, сославшись на отсутствие у его обители каких-либо защитных сооружений. После этого местом хранения реликвий был выбран монастырь Кормери, а затем, когда и тому стала угрожать опасность, монастырские ценности были перевезены в Орлеан. В результате, во время нападения осенью 853 года аббатство Святого Мартина хотя и было сильно разрушено викингами, но все реликвии остались в неприкосновенности. В то же время, согласно средневековым хроникам, сам город Тур 8 ноября был полностью разграблен и сожжён норманнами под командованием Гастинга. Когда же в следующем году угроза нового нашествия викингов миновала, все священные реликвии монастыря Святого Мартина были возвращены обратно.
Имя аббата Гильдуина упоминается в двух документах, связанных с аббатством Святого Мартина. Первый из них, утверждённый в июне 857 года на государственной ассамблее Западно-Франкского королевства, известен под названием «Чёрный документ» (фр. Pancarte noire). Это один из трёх картуляриев аббатства Святого Мартина в Туре. Хотя оригинал хартии был уничтожен в 1793 году во время Великой французской революции, сохранились сделанные с него копии. Другой документ — подтверждение привилегий аббатства — был составлен в 860 году. Архиепископ Тура Герард отказался подписать эту хартию, не желая отдавать обители ряд земельных владений. Однако 7 ноября того же года по решению церковного собора в Туси он должен был утвердить за аббатством Святого Мартина все его земли и привилегии.
Гильдуин скончался вскоре после собора в Туси. Согласно «Бертинским анналам», в декабре 860 года Карл II Лысый назначил новым светским аббатом монастыря Святого Мартина в Туре своего сына Людовика Заику. В том же году правитель Западно-Франкского государства избрал и нового придворного архикапеллана, назначив на эту должность аббата Корби Эда.